# Andrej Nazarov
Andrej Viktorovič Nazarov (Андрей Викторович Назаров, * 22. května 1974 v Čeljabinsku, SSSR) je bývalý ruský hokejový útočník, který odehrál 571 utkání v NHL.

## Hráčská kariéra
Odchovanec klubu Traktor Čeljabinsk debutoval v ruské nejvyšší soutěži v sezoně 1991/92 v barvách moskevského Dynama. V rodném Čeljabinsku hrál již v ročníku 1990/91 za tamní Mechel druhou ligu. V roce 1992 jej draftoval jako desátého celkově klub NHL San Jose Sharks. Do organizace tohoto klubu vstoupil o rok později. Nazarov v NHL proslul mimo jiné jako hráč, který se během zápasu i popere s hráčem soupeře.
Ze San José byl vyměněn v průběhu sezony 1997/98 do Tampa Bay Lightning. Během následujících čtyř sezon postupně prošel mužstvy Calgary Flames, Anaheim Ducks, Boston Bruins a nakonec se v průběhu ročníku 2001/02 usadil v kádru Phoenix Coyotes. V dresu tohoto celku nastupoval až do roku 2004. Ročník NHL 2004/05 se kvůli sporům vedení ligy a hráčských odborů nekonal, tak jej strávil Nazarov v ruské superlize. V průběhu ročníku přestoupil z Metallurgu Novokuzněck do Avangardu Omsk. S Omskem vyhrál turnaj Super six, kterého se zúčastnili mistři šesti evropských zemí. Po výluce se vrátil do Severní Ameriky, kde posílil celek Minnesota Wild. V jeho dresu odehrál v úvodu sezony 2005/06 dvě utkání. V listopadu byl odeslán do záložního celku
Minnesoty – Houston Aeros, který hraje AHL. Za Houston nastoupil pouze k jednomu utkání – 27. listopadu proti Milwaukee Admirals. Klub poté opustil a v létě ukončil kariéru, takže to byl jeho poslední zápas v profesionální kariéře.

## Reprezentace
V roce 1992 vybojoval v Norsku na mistrovství Evropy do 18 let bronzovou medaili. V seniorské kategorii reprezentoval Rusko na mistrovství světa 1998 ve Švýcarsku (5. místo).

## Trenérská kariéra
V letech 2008-2010 trénoval mateřský Čeljabinsk v Kontinentální hokejové lize. Od října 2010 vedl dva roky Viťaz Čechov ve stejné soutěži. V létě 2013 se stal hlavním trenérem klubu HC Donbass Doněck, ukrajinského účastníka KHL a zároveň převzal ukrajinskou reprezentaci. Po roce oba posty opustil a v sezoně 2014/15 trénoval Barys Astana.
Od sezony 2015/16 nastupuje na pozici trenéra SKA Petrohrad, smlouvu podepsal na dvě sezony.

## Aféra v Minsku
Jako trenér Čechova se nechvalně proslavil 4. listopadu 2011, když v utkání na ledě Dinama Minsk ve vypjaté situaci, když 44 sekund před koncem jeho mužstvo inkasovalo branku na 2:3, popadl hokejku a se dvěma svými svěřenci napadl diváky za svojí střídačkou Za incident dostal trest v podobě zákazu vést mužstvo ve dvou utkáních. Trenér se hájil tím, že na střídačku začaly létat ze strany diváků předměty. Například toto video incidentu na serveru YouTube zhlédlo již přes 220 000 uživatelů.
Hráči Čechova měli problémové chování opakovaně a ostatní kluby by si přály, aby byl klub vyloučen a Nazarov potrestán.
Problémové chování však prokazoval i v dalším působišti, když na střídačce Barys Astana v září 2014 na ledě Vladivostoku hodil láhev po rozhodčích a gestikuloval opět i do hlediště, inkasoval šestizápasový distanc. V listopadu pak v utkání s Kazaní hodil láhev po hráči soupeře a za trest nesměl na lavičku čtyři utkání a musel zaplatit 49 000 rublů.

## Ocenění a úspěchy
- 2018 KHL – Utkání hvězd

## Prvenství
- Debut v NHL – 3. února 1994 (Philadelphia Flyers proti San Jose Sharks)
- První asistence v NHL – 10. února 1995 (Edmonton Oilers proti San Jose Sharks)
- První gól v NHL – 2. března 1995 (Toronto Maple Leafs proti San Jose Sharks, kanadskému brankáři Félix Potvin)

## Klubová statistika
| Sezóna     | Klub                    | Soutěž     |     | Základní část | Základní část | Základní část | Základní část | Základní část |   | Play off | Play off | Play off | Play off | Play off |
| Sezóna     | Klub                    | Soutěž     | Z   | G             | A             | B             | TM            | Z             | G | A        | B        | TM       |          |          |
| 1991/92    | HK Dynamo Moskva        | SLLH       | 2   | 1             | 0             | 1             | 2             | –             | – | –        | –        | –        |          |          |
| 1992/93    | HK Dynamo Moskva        | MHL        | 42  | 8             | 2             | 10            | 79            | 10            | 1 | 1        | 2        | 8        |          |          |
| 1993/94    | HK Dynamo Moskva        | MHL        | 6   | 2             | 2             | 4             | 0             | –             | – | –        | –        | –        |          |          |
| 1993/94    | Kansas City Blades      | IHL        | 71  | 15            | 18            | 33            | 64            | –             | – | –        | –        | –        |          |          |
| 1993/94    | San Jose Sharks         | NHL        | 1   | 0             | 0             | 0             | 0             | –             | – | –        | –        | –        |          |          |
| 1994/95    | Kansas City Blades      | IHL        | 43  | 15            | 10            | 25            | 55            | –             | – | –        | –        | –        |          |          |
| 1994/95    | San Jose Sharks         | NHL        | 26  | 3             | 5             | 8             | 94            | 6             | 0 | 0        | 0        | 9        |          |          |
| 1995/96    | Kansas City Blades      | IHL        | 27  | 4             | 6             | 10            | 118           | 2             | 0 | 0        | 0        | 2        |          |          |
| 1995/96    | San Jose Sharks         | NHL        | 42  | 7             | 7             | 14            | 62            | –             | – | –        | –        | –        |          |          |
| 1996/97    | Kentucky Thoroughblades | AHL        | 3   | 1             | 2             | 3             | 4             | –             | – | –        | –        | –        |          |          |
| 1996/97    | San Jose Sharks         | NHL        | 60  | 12            | 15            | 27            | 222           | –             | – | –        | –        | –        |          |          |
| 1997/98    | San Jose Sharks         | NHL        | 40  | 1             | 1             | 2             | 112           | –             | – | –        | –        | –        |          |          |
| 1997/98    | Tampa Bay Lightning     | NHL        | 14  | 1             | 1             | 2             | 58            | –             | – | –        | –        | –        |          |          |
| 1998/99    | Tampa Bay Lightning     | NHL        | 26  | 2             | 0             | 2             | 43            | –             | – | –        | –        | –        |          |          |
| 1998/99    | Calgary Flames          | NHL        | 36  | 5             | 9             | 14            | 30            | –             | – | –        | –        | –        |          |          |
| 1999/00    | Calgary Flames          | NHL        | 76  | 10            | 22            | 32            | 78            | –             | – | –        | –        | –        |          |          |
| 2000/01    | Mighty Ducks of Anaheim | NHL        | 16  | 1             | 0             | 1             | 29            | –             | – | –        | –        | –        |          |          |
| 2000/01    | Boston Bruins           | NHL        | 63  | 1             | 4             | 5             | 200           | –             | – | –        | –        | –        |          |          |
| 2001/02    | Boston Bruins           | NHL        | 47  | 0             | 2             | 2             | 164           | –             | – | –        | –        | –        |          |          |
| 2001/02    | Phoenix Coyotes         | NHL        | 30  | 6             | 3             | 9             | 51            | 3             | 0 | 0        | 0        | 2        |          |          |
| 2002/03    | Phoenix Coyotes         | NHL        | 59  | 3             | 0             | 3             | 135           | –             | – | –        | –        | –        |          |          |
| 2003/04    | Phoenix Coyotes         | NHL        | 33  | 1             | 2             | 3             | 125           | –             | – | –        | –        | –        |          |          |
| 2004/05    | Metallurg Novokuzněck   | RUS        | 9   | 0             | 0             | 0             | 20            | –             | – | –        | –        | –        |          |          |
| 2004/05    | Avangard Omsk           | RUS        | 24  | 0             | 2             | 2             | 153           | 7             | 0 | 0        | 0        | 6        |          |          |
| 2005/06    | Minnesota Wild          | NHL        | 2   | 0             | 0             | 0             | 6             | –             | – | –        | –        | –        |          |          |
| 2005/06    | Houston Aeros           | AHL        | 1   | 0             | 0             | 0             | 0             | –             | – | –        | –        | –        |          |          |
| Celkem NHL | Celkem NHL              | Celkem NHL | 571 | 53            | 71            | 124           | 1409          | 9             | 0 | 0        | 0        | 11       |          |          |

## Reprezentace
| Rok                       | Tým                       | Soutěž                    | Z | G | A | B | TM |
| ------------------------- | ------------------------- | ------------------------- | - | - | - | - | -- |
| 1992                      | Rusko 18                  | ME-18                     | 6 | 3 | 1 | 4 | 12 |
| 1998                      | Rusko                     | MS                        | 6 | 1 | 2 | 3 | 10 |
| Seniorská kariéra celkově | Seniorská kariéra celkově | Seniorská kariéra celkově | 6 | 1 | 2 | 3 | 10 |